# Randy Cunningham

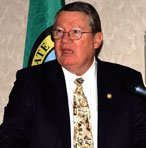

Randall Harold Cunningham (vaak Randy of Duke) (Los Angeles, 8 december 1941) was tussen 1991 en 2005 een republikeins afgevaardigde voor het 50e district in Californië.
Voorafgaand aan zijn politieke carrière was Cunningham 20 jaar officier en piloot bij de Amerikaanse marine. 
Cunningham en Radar Intercept Officer (RIO) William P. "Irish" Driscoll, werden de enige Navy azen van de oorlog in Vietnam. 
Hij was een van de meest gedecoreerde Amerikaanse piloten van de marine in de Vietnamoorlog en ontving eenmaal het Marinekruis, tweemaal de Silver Star, 15 keer de Air Medal en het Purple Heart.
Na de oorlog werd Cunningham instructeur aan de Fighter Weapons School van de VS, beter bekend als TOPGUN, en commandant van Fighter Squadron 126 (VF-126), een op de wal gebaseerd squadron bij NAS Miramar, Californië.
Cunningham trad op 28 november 2005 af nadat hij bekend had tot samenzwering met oogpunt tot plegen van belastingontwijking, omkoperij en fraude. Op 3 maart 2006 werd hij tot iets meer dan acht jaar gevangenisstraf veroordeeld, en moest hij $1,8 miljoen terugbetalen als restitutie.
- Gemeinsame Normdatei: 133567966
- International Standard Name Identifier: 0000 0000 5546 7442
- Library of Congress Control Number: n83121848
- Bibliotheek van het Japanse parlement: 00465153
- SNAC: w67w86gr
- Biographical Directory of the United States Congress: C000994
- Virtual International Authority File: 25978880
- WorldCat: E39PBJrKPQP8rXfr7pxMDfDg8C